# Gais 1951/1952
Fotbollsklubben Gais spelade säsongen 1951/1952 i allsvenskan, där man slutade femma. Karl-Alfred Jacobsson blev med sina 17 mål hela allsvenskans skyttekung.

## Allsvenskan

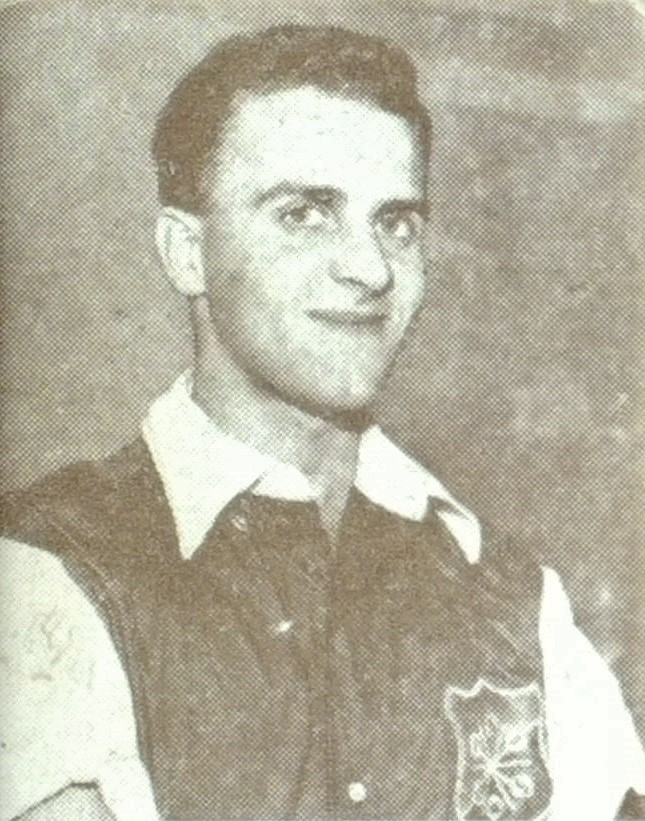
Frank "Sanny" Jacobsson, en av två landslagsmän i Gais under hösten 1951.

Gais hade avslutat fjolårssäsongen strålande, och anfallstrion Bertil "Jompa" Andersson och bröderna Sanny och Karl-Alfred Jacobsson visade vägen då Gais skulle gå mot en ny storhetstid. Rune Jingård hade flyttat ner på backplats tillsammans med Arne Lund, och framför dem syntes halvbackstrion Bertil Sernros, "Ögat" Eriksson och Stig Andersson, medan "Töta" Thorstensson fortsatte övertyga mellan stolparna.
Gais var efter sex omgångar obesegrat, innan man i sjunde omgången förlorade borta mot IFK Norrköping med 0–2. Stig Andersson och Sanny Jacobsson blev uttagna i landslaget under hösten, men skyttekungen Karl-Alfred Jacobsson lämnades utanför.
Under jul och nyår gjorde Gais en träningsresa till Malta, där man spelade fyra matcher och vann tre, bland annat 5–0 mot FC Wacker Innsbruck.
Gais startade vårsäsongen med fyra matcher utan förlust innan man förlorade mot Hälsingborgs IF hemma med 1–2. Laget tappade sedan farten något och slutade på femte plats, 11 poäng bakom seriesegrarna Norrköping men bara två poäng efter Hälsingborg på tredje plats och en poäng bakom IFK Göteborg på fjärde plats. Karl-Alfred blev hela allsvenskans skyttekung med 17 mål på 22 matcher. Han tilldelades 1952 Göteborgs-Tidningens pris Kristallkulan som Göteborgs bästa fotbollsspelare.

### Tabell
| Nr | Lag                | S  | V  | O | F  | GM | IM | MS  | P  |
| -- | ------------------ | -- | -- | - | -- | -- | -- | --- | -- |
| 1  | IFK Norrköping     | 22 | 15 | 5 | 2  | 50 | 21 | +29 | 35 |
| 2  | Malmö FF (RM)      | 22 | 15 | 2 | 5  | 50 | 17 | +33 | 32 |
| 3  | Hälsingborgs IF    | 22 | 11 | 4 | 7  | 40 | 24 | +16 | 26 |
| 4  | IFK Göteborg (U)   | 22 | 10 | 5 | 7  | 46 | 37 | +9  | 25 |
| 5  | Gais               | 22 | 9  | 6 | 7  | 41 | 34 | +7  | 24 |
| 6  | Degerfors IF       | 22 | 9  | 5 | 8  | 36 | 29 | +7  | 23 |
| 7  | Djurgårdens IF     | 22 | 10 | 3 | 9  | 39 | 42 | −3  | 23 |
| 8  | Örebro SK          | 22 | 9  | 5 | 8  | 40 | 45 | −5  | 23 |
| 9  | Jönköpings Södra   | 22 | 7  | 3 | 12 | 34 | 40 | −6  | 17 |
| 10 | IF Elfsborg        | 22 | 4  | 6 | 12 | 27 | 47 | −20 | 14 |
| 11 | Råå IF             | 22 | 4  | 4 | 14 | 22 | 58 | −36 | 12 |
| 12 | Åtvidabergs FF (U) | 22 | 1  | 8 | 13 | 21 | 52 | −31 | 10 |

### Seriematcher
| Motståndare         | Hemmamatch | Bortamatch |
| ------------------- | ---------- | ---------- |
| IFK Norrköping      | 1–4        | 0–2        |
| Malmö FF            | 1–0        | 0–3        |
| Hälsingborgs IF     | 1–2        | 1–2        |
| IFK Göteborg        | 2–2        | 0–0        |
| Degerfors IF        | 1–1        | 1–0        |
| Djurgårdens IF      | 1–3        | 3–4        |
| Örebro SK           | 2–2        | 3–0        |
| Jönköpings Södra IF | 4–1        | 3–1        |
| IF Elfsborg         | 4–1        | 3–1        |
| Råå IF              | 5–1        | 1–1        |
| Åtvidabergs FF      | 1–1        | 3–2        |

## Spelarstatistik

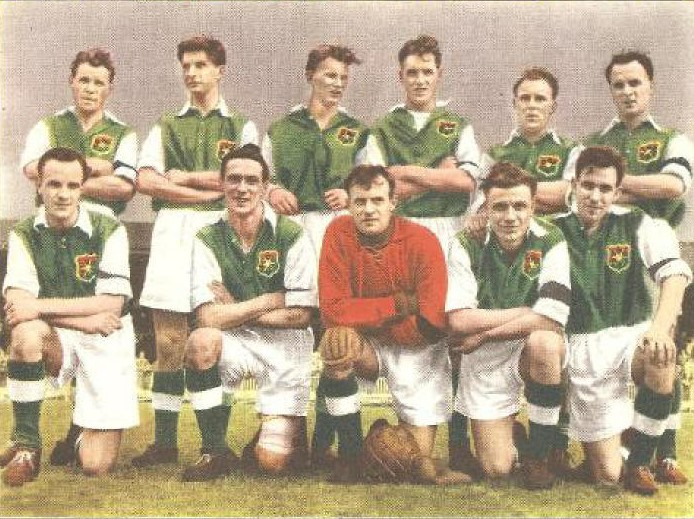
Gais 1951/1952. Stående från vänster: Egon Nyman, Ingemar Eriksson, Bertil "Jompa" Andersson, Karl-Alfred Jacobsson, Stig Andersson, Sanny Jacobsson. Knästående: Bertil Sernros, Göte Karlsson, Curt Thorstensson, Rune Jingård, Arne Lund. Bild från Rekordmagasinet.

| Spelare                | Matcher | Mål |
| ---------------------- | ------- | --- |
| Karl-Alfred Jacobsson  | 22      | 17  |
| Bertil Andersson       | 22      | 9   |
| Stig Andersson         | 22      | 3   |
| Sanny Jacobsson        | 22      | 3   |
| Bertil Sernros         | 22      | 2   |
| Ingemar Eriksson       | 22      |     |
| Rune Jingård           | 22      |     |
| Curt Thorstensson (mv) | 22      |     |
| Arne Lund              | 16      |     |
| Nils Wester            | 11      | 2   |
| Knut Almqvist          | 10      | 3   |
| Göte Karlsson          | 10      |     |
| Egon Nyman             | 8       | 2   |
| Gunnar Carlstrand      | 7       |     |
| Stig Björkman          | 1       |     |
| Thor Englund           | 1       |     |
| Leif Skoglund          | 1       |     |
| William Strömberg      | 1       |     |